# Loi sur la mémoire historique
Ne doit pas être confondu avec Loi mémorielle.
Lire en ligne

Lire sur le Bulletin officiel de l'État

La loi sur la mémoire historique (en espagnol : Ley de Memoria Histórica), officiellement appelée Loi de reconnaissance et d'extension des droits et de rétablissement des moyens en faveur de ceux qui ont souffert de persécution ou de violence durant la Guerre civile et la Dictature (Ley por la que se reconocen y amplían derechos y se establecen medidas en favor de quienes padecieron persecución o violencia durante la Guerra Civil y la Dictadura), est une loi espagnole, visant à reconnaître les victimes du franquisme. Initié par le président du gouvernement José Luis Rodríguez Zapatero, le projet de loi, très controversé, a été approuvé en conseil des ministres le 28 juillet 2006 et adopté par les députés du Congrès le 31 octobre 2007.
Il inclut la reconnaissance de toutes les victimes de la guerre civile espagnole (1936-1939) et de la dictature de Franco (1939-1975), mais ne permet pas l'ouverture des fosses communes (dans lesquelles se trouvent les restes des victimes) réalisées jusque-là, dans l'attente de subventions de l'État, par des associations privées ou publiques locales (comme les Communautés autonomes), ou encore le retrait des symboles franquistes dans les espaces publics.
Cette loi de 2007 est prolongée par la loi sur la mémoire démocratique adoptée en 2022,.

## Contexte historique

### Les premières lois (1969-2004)
En 1969, à l'occasion des trente ans de la fin de la guerre civile, Francisco Franco avait promulgué le décret-loi 10/1969, par lequel il prescrivait tous les délits commis avant le 1er avril 1939, c'est-à-dire pendant la guerre civile.
Avec le retour à la démocratie furent promulgués une série de décrets et de lois spécifiques pour essayer de compenser les souffrances de ceux qui avaient fait la guerre du côté républicain ou de la prison à la période franquiste, tout en amnistiant les auteurs des crimes franquistes (loi d'amnistie de 1977). On peut citer :
- Décret 670/1976, du 5 mars : versement de pensions pour les Espagnols qui, ayant souffert de mutilation, ne pouvaient être intégrés au corps des Mutilés de la guerre pour la patrie.
- Loi 46/1977, du 15 octobre : loi d'amnistie, cette loi va écarter la possibilité de la poursuite des crimes franquistes[5].
- Loi 5/1979, du 18 septembre : versement de pensions et assistance médicale et sociale en faveur des veuves, enfants et membres des familles des Espagnols morts lors de la guerre civile.
- Loi 35/1980, du 26 juin : versement de pensions en faveur des mutilés ex-combattants de la zone républicaine.
- Loi 6/1982, du 29 mars : versement de pensions aux mutilés civils de la guerre.
- Loi 37/1984, du 22 octobre : reconnaissance des droits de tous ceux qui lors de la guerre civile ont fait partie des forces armées, forces de maintien de l'ordre et du corps des carabiniers de la République.

Tous ces décrets et lois ont été améliorés ou élargis par certaines communautés autonomes.
Enfin, le 28 octobre 2007, le Congrès des Députés vote la Loi sur la mémoire historique. Elle est approuvée par le Sénat le 10 décembre de la même année.

### Origines et débats
Après la mort de Franco, dès le début de la démocratie, des voix se sont élevées en Espagne pour réclamer un retour critique du pays sur son passé récent et refuser la vision irénique de la guerre civile comme un conflit fratricide dont tous les Espagnols seraient également coupables, pour exiger la condamnation du régime franquiste et la reconnaissance de ses victimes. Au départ ces voix sont très minoritaires, ce n'est qu'à la fin des années 1990 que ces revendications prennent de l'ampleur et bénéficient d'un relais médiatique. Au début des années 2000 est créée l'Association pour la récupération de la Mémoire Historique (ARMH) qui encourage les exhumations des fosses dans lesquelles les dépouilles gisent depuis la guerre afin de leur donner une sépulture et leur rendre hommage.
Le programme électoral du PSOE pour les élections législatives de 2004 n'incluait aucune mention de « loi sur la mémoire historique ». Il était seulement évoqué la création d'un Centre d'État de Documentation et de Recherche historique sur la Guerre civile et le Franquisme. Cependant, dès son discours d'investiture, le président José Luis Rodríguez Zapatero mentionna des projets en lien avec la mémoire historique.
Le 10 septembre 2004 fut créée par décret une commission interministérielle pour l'Étude de la situation des Victimes de la Guerre civile, présidée par la vice-présidente du Gouvernement María Teresa Fernández de la Vega. Le projet de la commission était de chercher les moyens d'une « réhabilitation morale et juridique des victimes de la guerre et du franquisme ». Cette commission ne rendit cependant aucun rapport durant l'année suivante, au grand mécontentement de certains des alliés du gouvernement, en particulier l'Esquerra Republicana de Catalunya (la Gauche républicaine catalane) et l'Izquierda Unida, qui présentèrent leurs propres propositions de loi, le 18 novembre 2005.
Le 22 juin 2006 fut déclarée par le Congrès des députés, avec la seule opposition du Parti populaire, l'année 2006 comme « année de la Mémoire historique ». Le 28 juin suivant, le gouvernement présenta un projet de loi sous le nom de « Proyecto de ley por la que se reconocen y amplían derechos y se establecen medidas en favor de quienes padecieron persecución o violencia durante la guerra civil y la dictadura ». Ce projet fut critiqué tant par le Parti populaire que par la Gauche républicaine de Catalogne (ERC) et Izquierda Unida (IU).
C'est durant le mois d'octobre 2007 que culminèrent les négociations entre le PSOE, Izquierda Unida, le PNV et le BNG, afin de finaliser le projet de loi pour qu'il soit voté avant la fin de la législature. D'autres partis locaux furent associés à l'accord, comme la CiU, l'Union aragonaisiste et Nouvelles Canaries.
Depuis le vote de la loi, elle fait encore l'objet d'aménagements et d'améliorations par diverses communautés autonomes : ainsi la communauté des îles Baléares en novembre 2008.

## Dispositions

### Jugements sommaires du franquisme
La loi reconnait, dans son préambule, le « caractère radicalement injuste de toutes les condamnations, sanctions et violences personnelles... durant la Guerre civile et... la Dictature ». Les tribunaux franquistes, dont les condamnations ont été « dictées par des motifs de politique, d'idéologie ou de croyance... contre ceux qui défendaient la légalité institutionnelle antérieure, s'efforçaient de rétablir un régime démocratique en Espagne ou essayaient de vivre selon les droits et les libertés aujourd'hui reconnus par la Constitution », sont déclarés « illégitimes ». Cependant, même si les jugements ne sont pas annulés, toute demande de révision doit être examinée, sans opposition possible de la Justice.

### Aide aux victimes de représailles
Les aides aux victimes du franquisme et à leurs familles (pensions, compensations financières) sont étendues. De plus, les familles des « personnes tombées pour la défense de la démocratie entre le 1er janvier 1968 et le 6 octobre 1977 » peuvent bénéficier d'aides allant jusqu'à 135 000 euros.

### Fosses communes
L'État s'engage à aider à localiser, identifier et éventuellement exhumer les victimes de la répression franquiste dont les corps sont encore disparus. Après le Cambodge, l'Espagne est le pays au monde qui compte le plus de corps disparus : 130 000  . Le cas du poète Federico García Lorca est certainement le plus célèbre. L'identification possible de son corps parmi plusieurs fosses communes fait d'ailleurs l'objet d'un âpre débat.

### Symboles franquistes

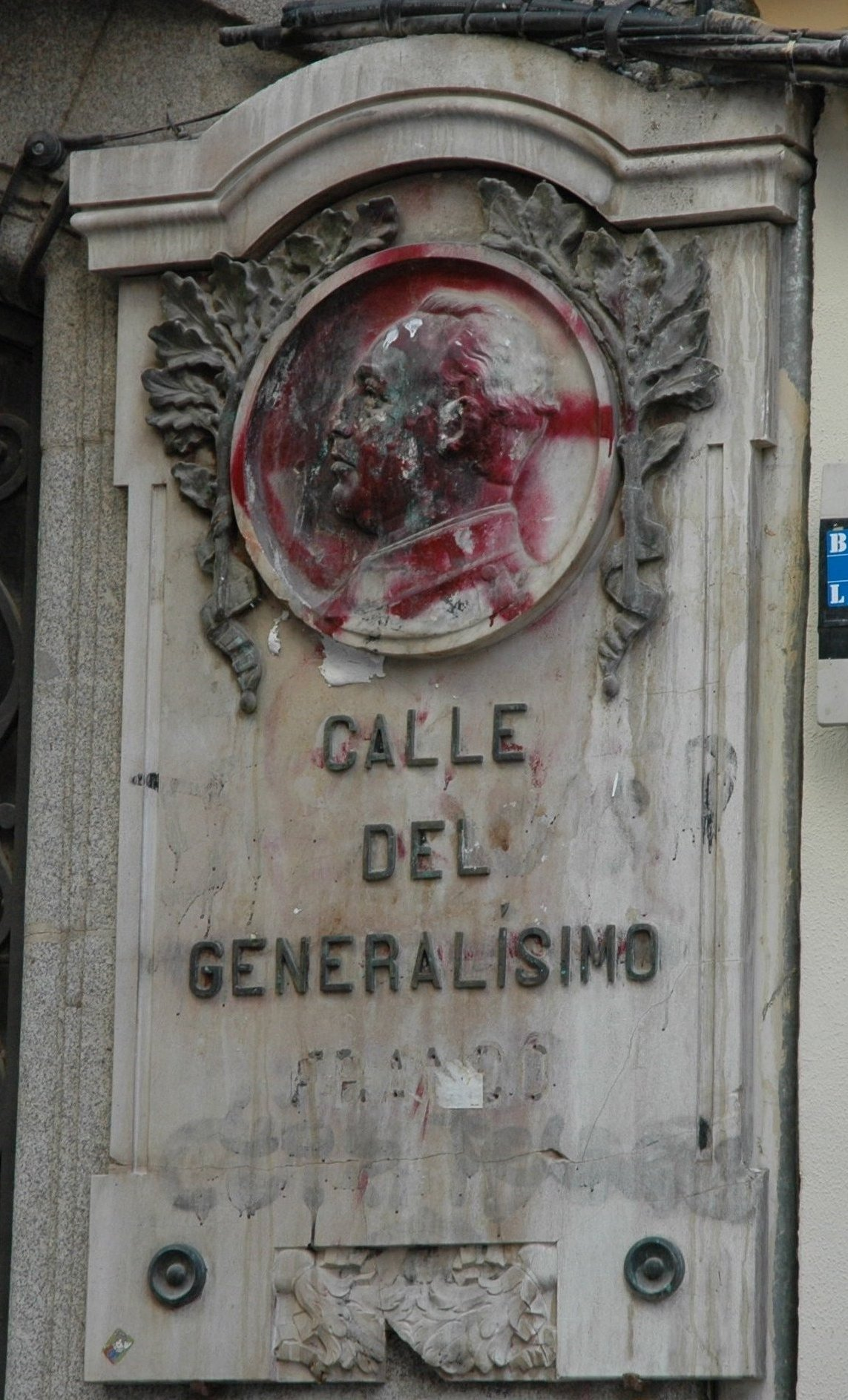
Plaque commémorative en l'honneur de Franco encore présent dans une rue d'Avila en 2005.

La loi établit que les « écus, insignes, plaques et autres objets ou mentions commémoratives qui exaltent le soulèvement militaire, la Guerre civile ou la répression de la dictature » devront être retirés des édifices et espaces publics. Le retrait « ne pourra être effectué lorsque... il y a opposition avec des raisons artistiques, architecturale ou artistico-religieuses protégées par la loi ».

### El Valle de los Caídos
La loi prévoit la « dépolitisation » du lieu, y interdisant les « actes de nature politique exaltant la Guerre civile, ses protagonistes ou le franquisme ». La fondation chargée de la gestion du Valle de los Caídos doit « honorer et réhabiliter la mémoire de toutes les personnes tombées à cause de la Guerre civile de 1936-1939 et de la répression politique qui a suivi ».

### Centre documentaire sur la mémoire historique

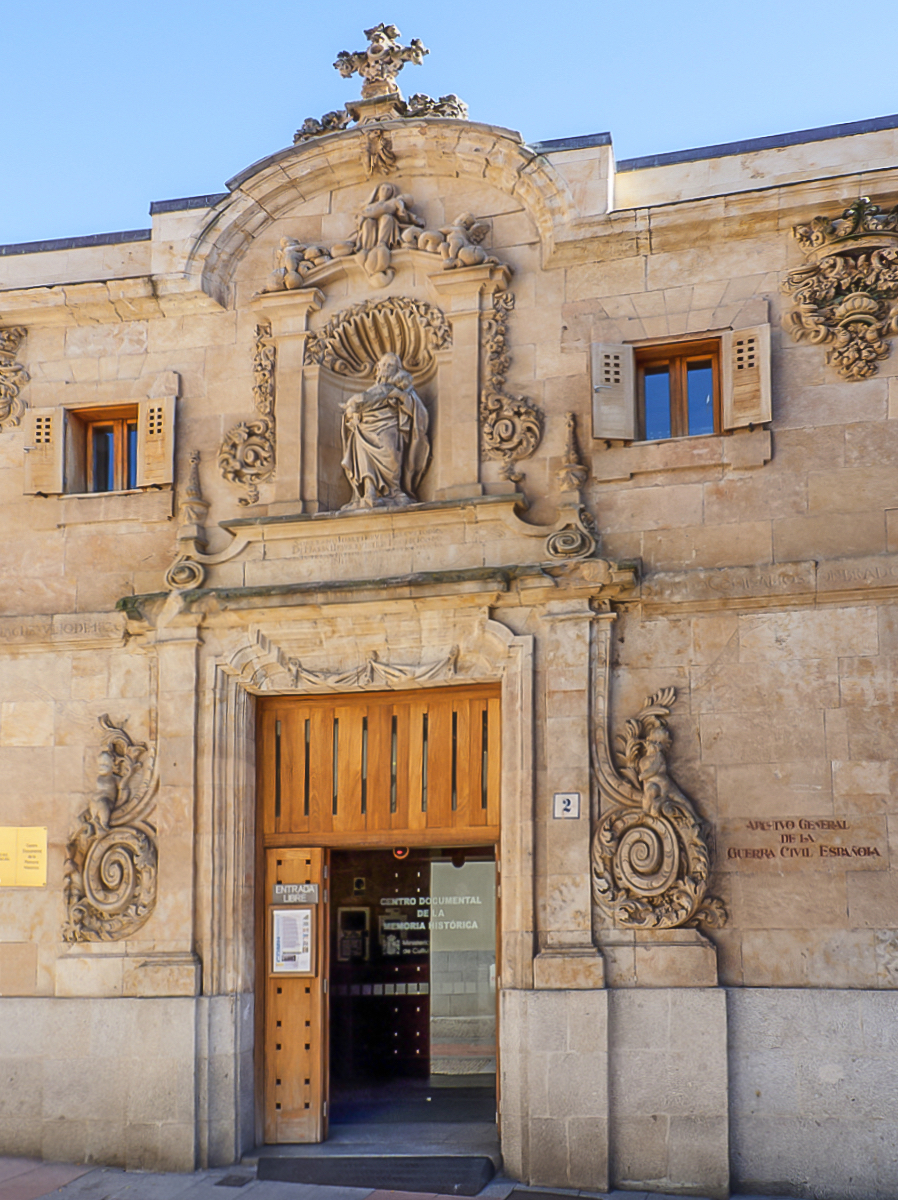
Siège des archives générales de la Guerre civile, intégré au Centre documentaire sur la mémoire historique.

Un centre documentaire est installé à Salamanque et abrite les archives générales de la Guerre civile.

### Brigades internationales
La nationalité espagnole est accordée de droit aux vétérans des Brigades internationales,,.

### Enfants et petits-enfants d'exilés
Les enfants et les petits-enfants des républicains qui s'étaient exilés sous la dictature et qui avaient perdu ou avaient dû renoncer à la nationalité espagnole entre le 18 juillet 1936 et le 31 décembre 1955, peuvent l'obtenir s'ils la sollicitent entre le 28 décembre 2008 et le 27 décembre 2011. Cela s'applique non seulement aux enfants nés en Espagne (comme l'exige la loi normale sur la nationalité espagnole) mais aussi à ceux qui sont nés à l'étranger à la suite de la fuite et de l'exil de leurs parents et grands-parents.
Les personnes concernées sont invitées à retirer les formulaires auprès des consulats espagnols et à présenter leurs demandes à partir du 28 décembre 2008. L'évaluation du nombre de personnes concernées par cette loi reste cependant très difficile : les historiens estiment que 475 000 Espagnols ont passé la frontière française entre le 28 janvier et le 13 février 1939. Beaucoup se sont exilés définitivement en France (au lendemain de la Seconde Guerre mondiale, on compte 240 000 Espagnols en France, parmi lesquels 40% d’exilés républicains) et 25 000 en Amérique latine, dont 20 000 au Mexique.
Toutefois, d'un côté, le nombre des demandes en France, principale destination d'exil pour les réfugiés, est très faible. C'est sans doute le résultat de la très forte intégration des descendants d'Espagnols dans le pays, de la proximité naturelle des deux États, et de leur intégration à l'Union européenne.
De l'autre côté, il est évident que le nombre de personnes intéressées par la loi est bien plus élevé en Amérique latine. Ce sont plusieurs milliers de personnes qui à Cuba, au Venezuela et au Mexique se sont présentées aux guichets des consulats espagnols dès les premiers jours : d'après les chiffres de ces mêmes consulats, c'est plus d'un demi-million de personnes qui est attendu d'ici la fin 2010 La loi a d'ailleurs été surnommée la « fabrique des Espagnols ». Il semble que dans ces pays l'attrait économique de l'Espagne, importante destination d'émigration pour les Latino-américains, joue à plein. Finalement, environ 250 000 personnes auraient obtenu la nationalité espagnole.

## Répression des femmes
De nombreuses personnalités, comme l'écrivaine Antonina Rodrigo et l'universitaire Carmen García Colmenares, militent pour la mémoire des femmes résistantes, réprimées sous la dictature franquiste.
Les nationalistes ont effectivement réprimé les femmes durant la guerre d'Espagne, comme Maravillas Lamberto en Navarre, les 17 Roses de Guillena en Andalousie, ou les Fusillées de Roges des Molinar, à Palma, puis après l'arrivée au pouvoir de Franco, Les Treize Roses, à Madrid, ou les victimes de la prison pour femmes de Les Corts à Barcelone.

## Critiques
Le Parti populaire espagnol et divers médias conservateurs ont critiqué ces initiatives, accusant la loi de vouloir ouvrir de vieilles plaies.
Par exemple, le journaliste d'El Mundo Luis María Ansón a affirmé, dans un texte très largement repris par divers quotidiens conservateurs, que José Luis Zapatero cherchait à « gagner la guerre civile ». Cette thématique d'un Zapatero revanchard est largement diffusée dans les milieux proches de la Phalange et des partisans du franquisme. Les participants de la manifestation du 23 novembre 2008 en mémoire de Franco avaient dénoncé dès le 20 novembre la Loi sur la mémoire historique comme « une loi qui a pour but la revanche, transformer l'Histoire, étouffer la liberté d'expression des Espagnols moyens, empêcher des hommages plus que mérités et de plus essayer d'empêcher la célébration de funérailles catholiques pour ceux qui sont morts pour Dieu et pour l'Espagne ». Ils concluaient que « nous avons vaincu et nous vaincrons ».
Le secrétaire général du Parti populaire, Ángel Acebes, a également accusé Zapatero, « obsédé par le passé » de vouloir établir la légitimité démocratique non pas en 1978 (lors du renforcement démocratique voulu par le roi Juan Carlos pendant la Transition) mais en 1931 (lorsque fut renversée la monarchie espagnole d'Alphonse XIII et créée la Seconde République espagnole). Zapatero remettrait donc, selon Ángel Acebes, gravement en cause le consensus trouvé par la société espagnole pour sortir du franquisme, ébranlant les bases démocratiques du système actuel.
La loi est également critiquée pour les « dégradations » supposées de monuments historiques.
En juillet 2007, le chef du Parti populaire, Mariano Rajoy, avait promis de faire annuler la loi s'il gagnait les élections législatives de 2008. Cependant, même son parti a voté pour plusieurs articles de la loi.
Inversement, certaines associations militant pour l'adoption de cette loi ont estimé que le texte restait en-deçà des attentes, regrettant notamment que le texte n'annule pas les jugements prononcés par les tribunaux franquistes à l'encontre des opposants à la dictature.

## Filmographie
- Los caminos de la memoria, documentaire de José-Luis Peñafuerte, Belgique/Espagne, 2009[40].
- Le Silence des autres, documentaire de Almudena Carracedo et Robert Bahar, Espagne, 2019